# Йонгва, Дарлин
Дарли́н Зида́н Йонгва́ Нгамени́ (фр. Darlin Zidane Yongwa Ngameni; род. 21 сентября 2000 или 22 сентября 2000, Дуала) — камерунский футболист, защитник клуба «Лорьян» и сборной Камеруна.

## Клубная карьера
Йонгва — воспитанник клуба ЕФБС. В начале 2019 года Дарлин подписал контракт с французским «Ньором». 27 сентября в матче против «Осера» он дебютировал в Лиге 2. Летом 2022 года Йонгва перешёл в «Лорьян», подписав контракт на 4 года. 31 августа в матче против «Ланса» он дебютировал в Лиге 1. 

## Международная карьера
В 2022 году в товарищеском матче против сборной Узбекистана Йонгва дебютировал за сборную Камеруна. 